# Beethoven (I Love to Listen To)
Beethoven (I Love to Listen To) är en låt av den brittiska duon Eurythmics. Den släpptes i oktober 1987 som den första singeln från albumet Savage. Singeln nådde plats 25 på UK Singles Chart och plats 9 på Sverigetopplistan.

## Musikvideon
Sophie Muller regisserade musikvideor till samtliga tolv låtar på Savage. I de flesta av dessa videor spelar sångerskan Annie Lennox individer med någon form av dissociativ identitetsstörning. "Beethoven"-videon inleds med att tittaren får se Lennox iförd blus och plisserad kjol som kuvad hemmafru som uppvisar tvångssyndrom beträffande städning och matlagning. En liten flicka med blont hår stökar till och smutsar ner bostaden så att Lennox på nytt tvingas städa. I bostaden befinner sig även en man med makeup och aftonklänning, men denne märker Lennox inte. Lennox får till slut ett nervöst sammanbrott och förvandlar sig själv till en blond, utmanande kvinna. Lennox stökar till och skräpar ner bostaden och ger sig ut i grannskapet – skrattande.

## Låtlista
Vinylsingel
1. "Beethoven (I Love To Listen To)" (7" Edit) – 3:59
2. "Heaven" (LP Version) – 3:24

Vinylsingel (Argentina, promosingel)
1. "Beethoven (Amo Escucharlo)" – 4:48

Maxisingel
1. "Beethoven (I Love To Listen To)" (Dance Mix) – 5:18
2. "Heaven" (LP Version) – 3:24
3. "Beethoven (I Love To Listen To)" (LP Version) – 4:48

CD-singel (Storbritannien, Tyskland)
1. "Beethoven (I Love To Listen To)" (7" Edit) – 3:59
2. "Heaven" (LP Version) – 3:24
3. "Beethoven (I Love To Listen To)" (Dance Mix) – 5:18

CD-singel (Japan)
1. "Beethoven (I Love To Listen To)" (7" Edit) – 3:59
2. "Heaven" (LP Version) – 3:24